# Kyla La Grange
Kyla La Grange (Watford, 25 luglio 1986) è una cantante britannica.

## Biografia
Nata in Inghilterra da padre rhodesiano e madre sudafricana, Kyla La Grange è cresciuta nel sobborgo Coxley Green di Rickmansworth, dove ha frequentato la Rickmansworth School, per poi laurearsi in Filosofia al Pembroke College di Cambridge.
Il suo album di debutto Ashes è uscito a luglio 2012 e ha raggiunto il 18º posto in classifica in Svizzera. Nel 2014 il suo singolo Cut Your Teeth ha ottenuto discreto successo in Europa, entrando nelle top 50 di Danimarca, Paesi Bassi, Norvegia e Svezia. Il brano è stato remixato dal DJ norvegese Kygo. L'album omonimo uscito lo stesso anno ha debuttato al 22º posto nella classifica svizzera.

## Discografia

### Album
- 2012 - Ashes
- 2014 - Cut Your Teeth

### Singoli
- 2011 - Walk Through Walls
- 2011 - Been Better
- 2011 - Heavy Stone
- 2012 - Vampire Smile
- 2014 - Cut Your Teeth
- 2014 - The Knife
- 2015 - So Sweet
- 2015 - Skin
- 2016 - Hummingbird
- 2016 - Justify
- 2017 - Love Harder
- 2017 - Violet Blue